# Schenkschieve
Die Schenkschieve oder Schenkschive (von schenken = ursprünglich: ein Getränk zum Anbieten eingießen und Schieve = niederdeutsch: Scheibe, Platte) ist ein um 1480–1670 verbreiteter norddeutscher Schrankmöbeltyp. Sein unverwechselbares, namengebendes Kennzeichen ist die in der Mitte ausklappbare Platte, die wie bei einer Kredenz oder Anrichte zum Einschenken und zum Präsentieren der in ihm verwahrten kostbaren Trinkgefäße diente. In geschlossenem Zustand zeigt die Schrankfassade mit ihrer Konstruktion aus Rahmen und Füllungen eine Einteilung in verschieden große Felder. 

## Geschichte
Zwei spätgotische Schenkschieven im Lüneburger Rathaus sind noch in die Vertäfelung fest eingebaute Schränke. Von diesem Beispiel geht wohl die ältere Typenbezeichnung  Lüneburger Schrank aus, sie ist allerdings irreführend, weil der Typ im ganzen niederdeutschen Küstengebiet verbreitet war. Im 16. Jahrhundert löste sich die Schenkschieve aus der Wandvertäfelung und wurde zum beweglichen Möbel im eigentlichen Sinne. Auch bezog sich jetzt ihre Felderteilung zunehmend deutlicher auf die Geschossebenen. Die Schenkschieve wurde in den Küstenregionen für eine gewisse Zeit zu dem repräsentativen bürgerlichen Möbel; dafür spricht auch, dass es in Lüneburg ab 1498, in Hamburg ab etwa 1550 und in Bremen bis etwa 1670 als Meisterstück der Tischler vorgeschrieben war, in den letzten Jahrzehnten freilich als ziemlich aus der Mode gekommenes, nur noch in der bäuerlichen Wohnkultur fortlebendes Muster. In den Jahrzehnten um 1600 werden gern bildhafte Erzählungen als geschnitzte Reliefs auf die Füllungen gebracht und lösen die aus spätgotischen Traditionen abgeleiteten Faltwerkornamente ab. Großartige Beispiele dieser Schnitzkunst stammen aus Bremen und Dithmarschen. Die Klappe kann jetzt über die ganze Breite gehen. Das flache Relief der Frühzeit führt im Laufe der Stilentwicklung zu immer kraftvollerer Modellierung des Rasters aus Rahmen und Füllungen. Für die Spätzeit ist das Wegfallen der figürlichen Schnitzerei und eine Gliederung mit reich profilierten "Bossen" nach niederländischem Vorbild charakteristisch. 
Das Verbreitungsgebiet der Schenkschieve umfasst das nördliche Niedersachsen, Schleswig-Holstein, das angrenzende Jütland und Teile der Mark Brandenburg.

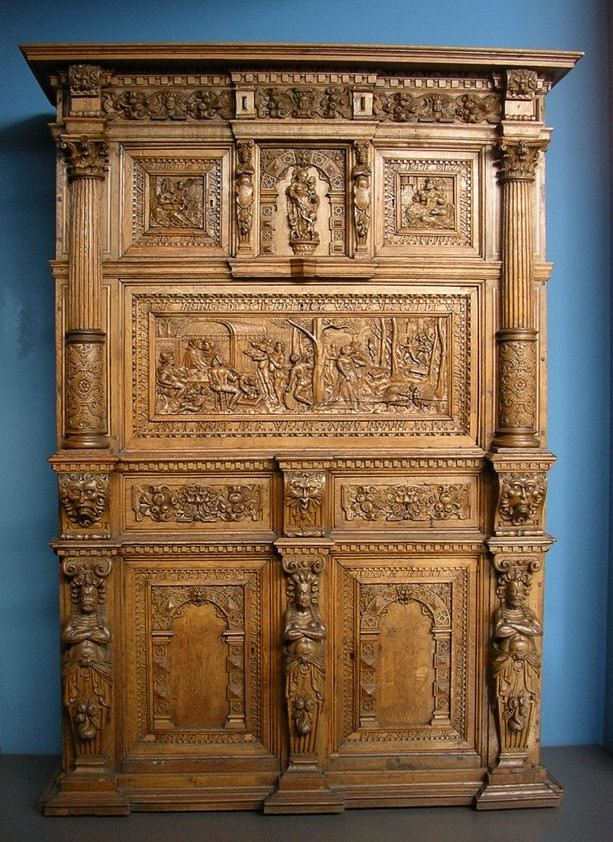
Schenkschieve mit geschnitzter Darstellung des Gleichnisses vom Verlorenen Sohn, 1608. Bremen, Focke-Museum
Schenkschieve im holländischen Stil um 1650–1670, Museumsberg Flensburg
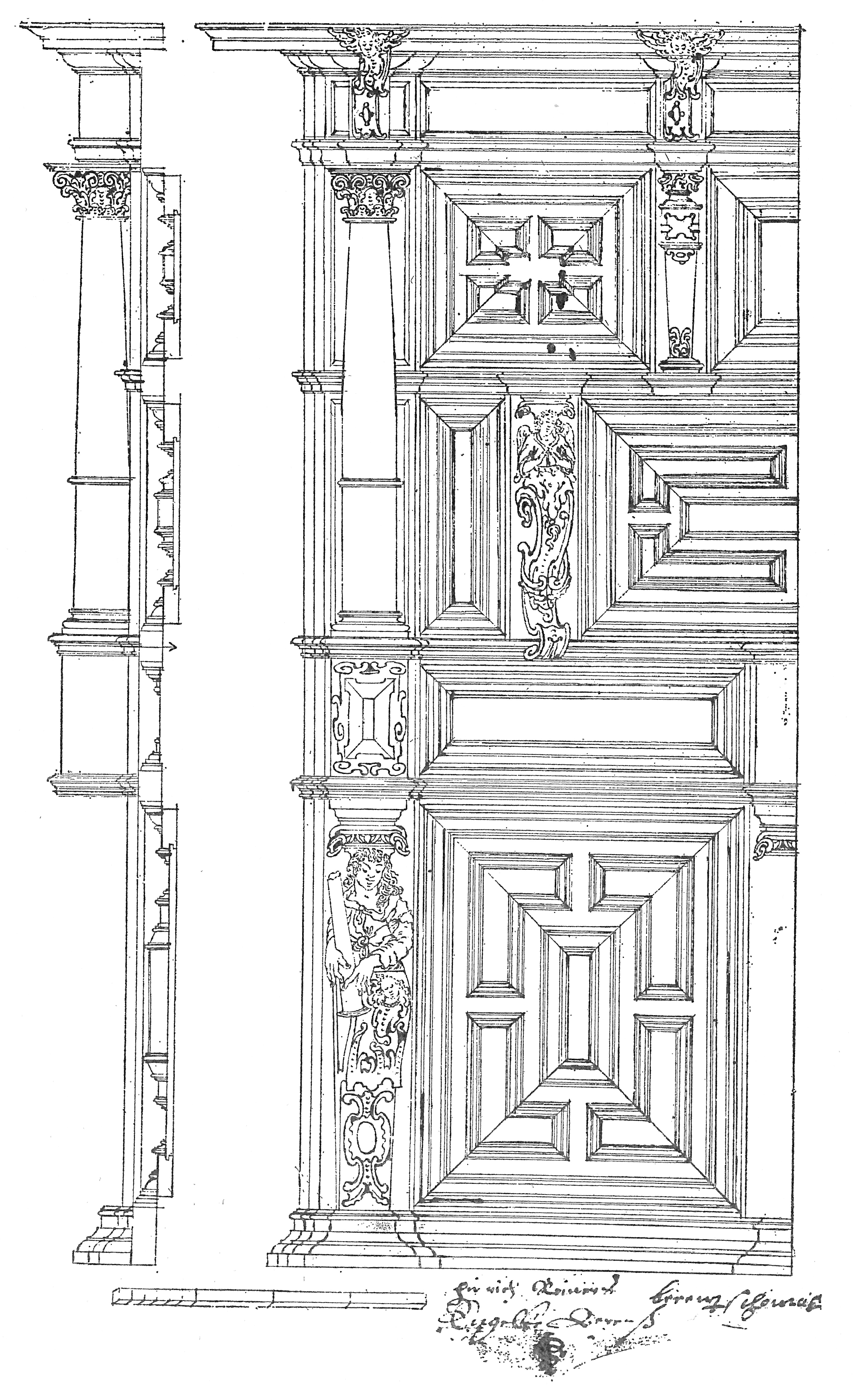
Schenkschieve, Fassadenschnitt und halber Aufriss zum Meisterstück des Bremer Tischlers H.Steffens, um 1650. Bremen, Focke-Museum.